# Pavel Kozak

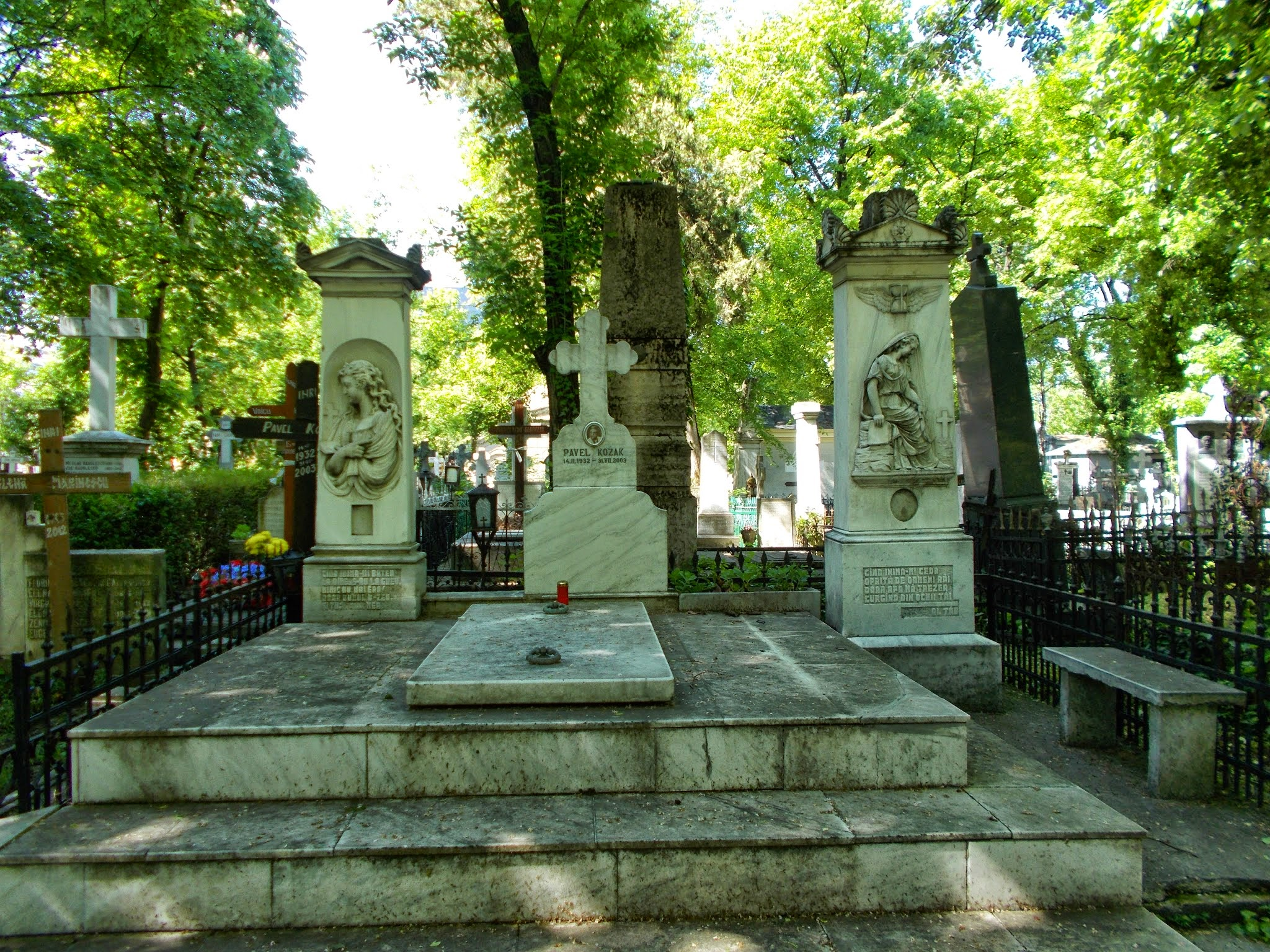
Mormântul lui Pavel Kozak în Cimitirul Bellu

Pavel Kozak (n. 14 februarie 1932, Baraolt, Covasna - d. 31 iulie 2003) a fost un autodidact secui, care s-a ocupat cu furnizarea unor tratamente dermatologice.

## Biografie
Mama sa fusese bucătăreasă la Casa Regală, ceea ce a făcut să aibă dificultăți în prima parte a vieții, în perioada în care trebuia să studieze. De mic a contactat o boală de piele pe care a tratat-o mult timp în spitale, fiind un pacient frecvent al Spitalului Colentina. Cu un spirit de observație deosebit, a început să-și facă tratamente proprii, reușind să se vindece, în timp, de boala de piele. Ulterior a căpătat renumele unui "vraci" care reușea să vindece boli grave de piele, ceea ce i-a adus  arestarea pentru practicarea unor activități medicale ilegale. A fost eliberat după ce a reușit să găsească leacul unei boli dermatologice de care suferea un ofițer de rang înalt din Securitate. Din acel moment i s-a permis să practice liniștit această activitate.
În 1960 începe să dezvolte tratamente personalizate. 18 ani mai târziu se creează o secție de dermatologie în cadrul Spitalului Fundeni, unde Pavel Kozak a aplicat metodele proprii de vindecare, fiind încadrat cercetător științific gradul I. Participă în 1979 la Congresul Atlantic de Dermatologie desfășurat la Montreal, ocazie cu care rămâne în Canada. În anul următor revine în Europa, și cere azil politic în Germania. Timp de 6 ani lucrează într-o clinică din Saarbrücken, iar mai apoi în Alzenau, și ca șef de secție pe probleme dermatologice în Vital Klinik. După această perioadă, pleacă în Spania (1986), la institutul de la Cabanelles unde tratează maladii precum: epidermoliza buloasă simplex, sclerodermie și dermatita atopică. Corespondează cu diverși cercetători și publică rezultate ale activității de cercetare, metodele sale fiind apreciate.
În 1989 revine în România, unde aplică tratamentele proprii din domeniul dermatologic. În 1998 a deschis, în București, cabinetul de medicină alternativă și naturistă Dermatonou Pavel Kozak, împreună cu fiul său - Dr. Petre Kozak, unde a practicat, în continuare, după metoda proprie.
Începând din anul 2003, după decesul lui Pavel Kozak, fiul acestuia preia inițiativa și, folosind observațiile și cunoștințele tatălui său, lansează o serie de produse, sub denumirea „Remediile Dr. Kozak”, produse care au ca scop prevenirea și ameliorarea afecțiunilor ușoare.
În anul 1998 a fost sfințită capela romano-catolică din Vârghiș, județul Covasna, construită pe cheltuiala sa.